# Miriam Coronel-Ferrer

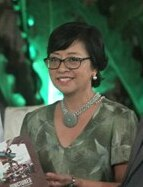
Miriam Coronel-Ferrer (2016)

Miriam Coronel-Ferrer (* vor 1965) ist eine philippinische Politikwissenschaftlerin. Sie war Chefunterhändlerin der philippinischen Regierung bei den 2012 erfolgreichen Friedensverhandlungen mit der Moro Islamic Liberation Front.

## Ausbildung
Coronel-Ferrer absolvierte bis 1980 ein Philosophie-Studium mit Auszeichnung an der Universität der Philippinen (UP) in Quezon City/Diliman. An der University of Kent at Canterbury erwarb sie einen Master in Südostasiatischen Studien.

## Karriere
In den frühen 2000er Jahren war sie Direktorin am Third World Studies Center der Universität der Philippinen, bis 2005 war sie eine der Leiterinnen des Programms für Frieden, Demokratisierung und Menschenrechtes am UP Center for Integrative and Development Studies.
Sie war als Gastprofessorin an der Hankuk University in Seoul, an der japanischen Hiroshima University und an der Gadjah-Mada-Universität im indonesischen Yogyakarta tätig. Heute bekleidet sie eine politikwissenschaftliche Professur an der Universität der Philippinen.

## Sonstige Aufgaben
1999 gründete sie mit anderen die Arbeitsgruppe Nichtstaatlicher Akteure zur Unterstützung der International Campaign to Ban Landmines, die 1997 den Friedensnobelpreis erhalten hatte.
Sie leitete die von der Zivilgesellschaft initiierte Ausarbeitung eines Nationalen Aktionsplans (NAP) zur Umsetzung der Resolution 1325 des UN-Sicherheitsrates, in der einstimmig und völkerrechtlich verbindlich Sexualisierte Gewalt als Kriegsmittel v. a. gegen Frauen und Mädchen geächtet wurde. Der philippinische NAP wurde im März 2010 von der Regierung beschlossen.

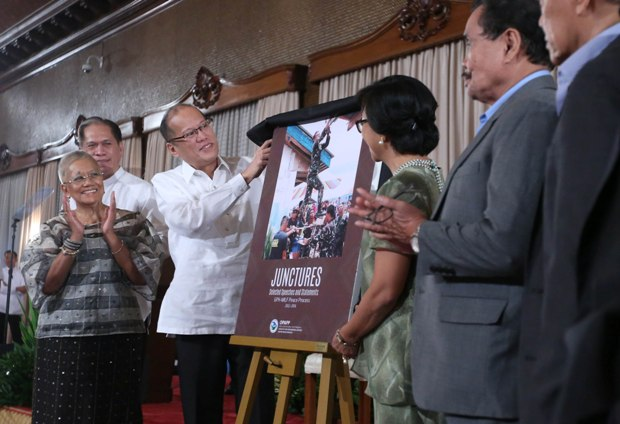
Präsident Benigno S. Aquino III, Miriam Coronel-Ferrer und der Verhandlungsführer der MILF Mohagher Iqbal bei der Präsentation einer Dokumentation über den Friedensprozess (2016)

Im Juli 2010 wurde sie von Präsident Benigno Aquino III. in das Verhandlungsgremium der Regierung im Konflikt mit der Moro Islamic Liberation Front (MILF) berufen. Später übernahm sie den Vorsitz des Gremiums. 2012 erreichte sie die Verständigung auf ein umfassendes Rahmenabkommen für die Gründung einer autonomen Region Bangsamoro auf Mindanao.

## Auszeichnungen
- 2005 Nominierung gemeinsam mit 26 anderen Philippinas für den Friedenspreis „1.000 Frauen für den Nobelpreis“
- 2011 Philippine Science High School Alumni Association Gawad Lagabalab for Outstanding Alumni.
- 2014 N-Peace Award des United Nations Development Programme
- 2015 Hillary Rodham Clinton Award for Advancing Women in Peace and Security
- 2015 Frater William F. Masterson SJ Award der Xavier University – Ateneo de Cagayan
- 2023 Ramon Magsaysay Award[8]

## Publikationen
- Region, Nation and Homeland, ISEAS Publishing, Singapore 2020, ISBN 978-981-4843-72-0
- mit S. Bacani: Development Challenges in Achieving Fiscal Autonomy in the Bangsamoro in Development Bd. 57, Nr. 1, 2014 doi:10.1057/dev.2014.32